# Macromia lachesis
Macromia lachesis – gatunek ważki z rodziny Macromiidae.